# Mount Frontz
Mount Frontz ist ein 2010 m hoher und markanter Berg im westantarktischen Marie-Byrd-Land. In den Horlick Mountains ragt er in der westlichen Wisconsin Range zwischen Mount Vito und dem Griffith Peak an der Ostflanke des Reedy-Gletschers auf.
Der United States Geological Survey kartierte ihn anhand eigener Vermessungen und mithilfe von Luftaufnahmen der United States Navy aus den Jahren von 1960 bis 1964. Das Advisory Committee on Antarctic Names benannte ihn 1967 nach Lieutenant Commander Leroy Frontz (* 1934), Flugzeugkommandant bei der Operation Deep Freeze der Jahre 1966 und 1967.